# Граначчи, Франческо
Франческо Граначчи (итал. Francesco Granacci; 23 июля 1469, Вилламанья-ди-Вольтерра (ди Баньо-а-Риполи), Тоскана — 30 ноября 1543, Флоренция) — итальянский живописец, маньерист флорентийской школы.

## Биография
Франческо Граначчи учился в мастерской Доменико Гирландайо, где также начинал работать молодой Микеланджело, который стал его другом и с которым он занимался в школе рисунка Лоренцо Великолепного под руководством Бертольдо ди Джованни в Садах Сан-Марко во Флоренции.
По заказу Лоренцо Медичи Великолепного Граначчи участвовал в росписи помещений монастыря Сан-Марко. Позднее работал с Леонардо да Винчи, Микеланджело и Рафаэлем.
В 1508 году Граначчи отправился в Рим, где вместе с другими художниками помогал Микеланджело переносить кальки (подготовительные рисунки) для росписи на потолок Сикстинской капеллы в Ватикане.
Вернувшись во Флоренцию, он написал образ Мадонны с Младенцем между святыми Франциском и Иеронимом для монастыря августинцев Сан-Галло (San Gallo; ныне в Галерее Академии), Мадонну делла Чинтола для конвенто Сан-Бенедетто. В 1515 году он участвовал в оформлении апартаментов для визита папы Льва X во Флоренцию.
Скончался художник во Флоренции, похоронен в церкви Сант-Амброджо.

## Творчество
На протяжении длительного периода своей жизни Франческо Граначчи оставался верным определённым стилевым чертам итальянского кватроченто (XV века) в рисунке фигур, композиции и цветовом решении, поэтому датировка его работ весьма затруднена и остаётся неопределённой. Поэтому его биография в «Жизнеописаниях» Джорджо Вазари до настоящего времени является основным источником.
Его ранние работы выполнены под влиянием стиля Филиппино Липпи, однако около 1519 года Граначчи стал использовать вместо темперы масляные краски и более определённую «лепку» формы тоном, что является отличительной чертой творчества художников флорентийской школы. Отмечается также влияние на зрелое творчество Граначчи флорентийского маньериста Фра Бартоломео.
Граначчи упоминается в романе о Микеланджело американского писателя Ирвинга Стоуна «Муки и радости» (1961).

## Галерея

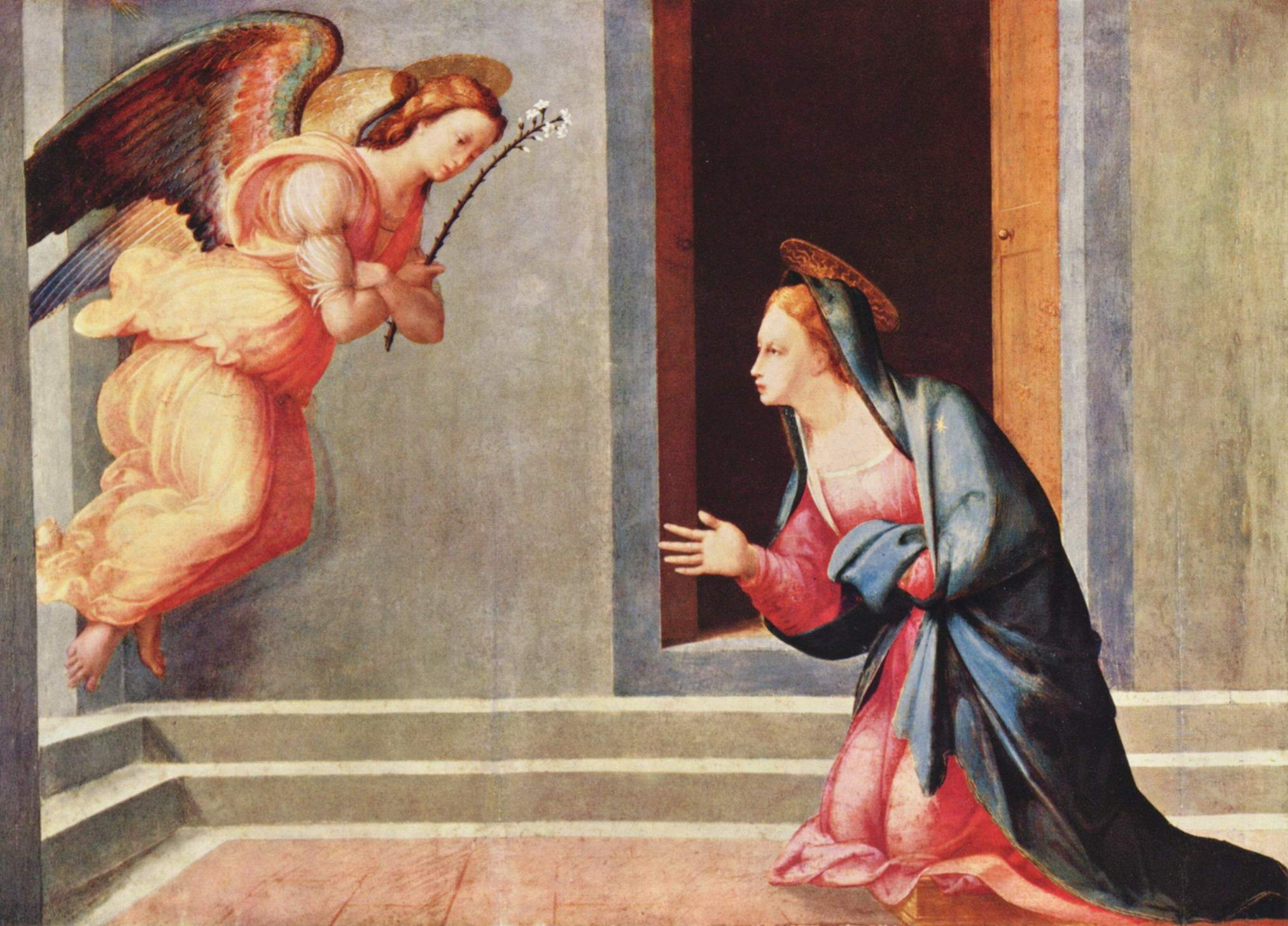
Благовещение. Ок. 1530. Дерево, темпера. Частное собрание
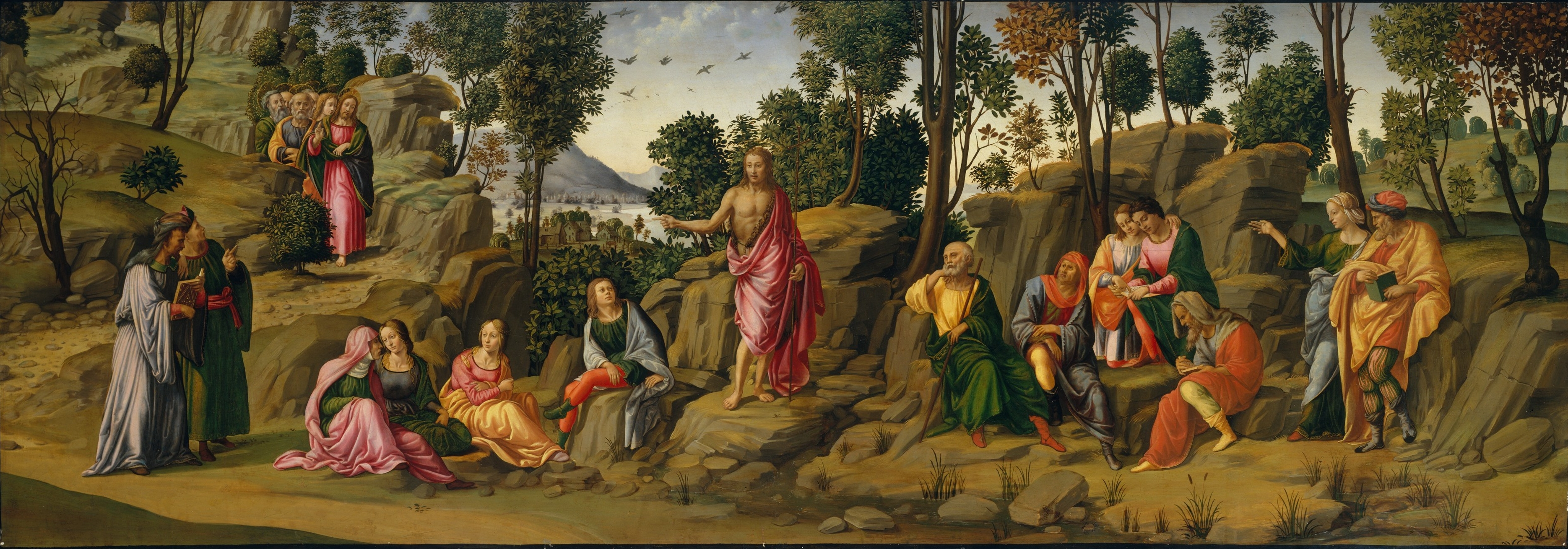
Проповедь Иоанна Крестителя. Ок. 1506. Дерево, масло. Метрополитен-музей, Нью-Йорк
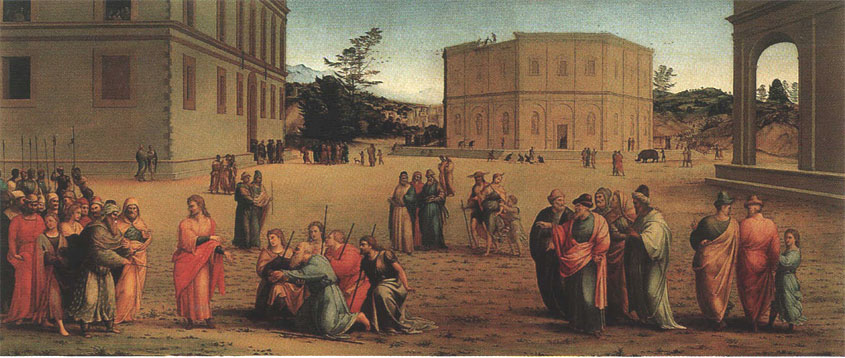
Иосиф Прекрасный представляет фараону своих отца и братьев. 1515. Дерево, масло. Уффици, Флоренция
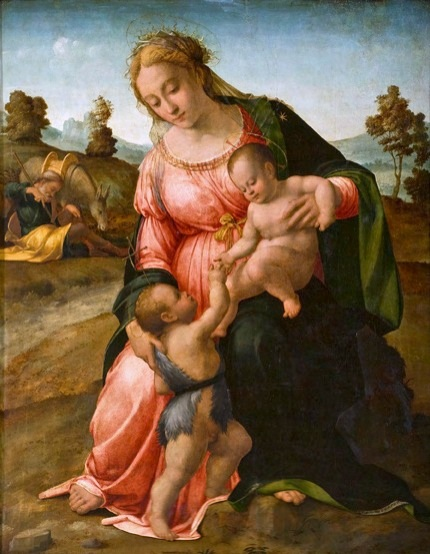
Мадонна с младенцами Иисусом и Иоанном Крестителем (Отдых на пути в Египет). Ок. 1515. Дерево, масло. Музей искусств Понса, Пуэрто-Рико
Иоанн на Патмосе. Ок. 1520. Дерево, масло. Музей изобразительных искусств, Будапешт
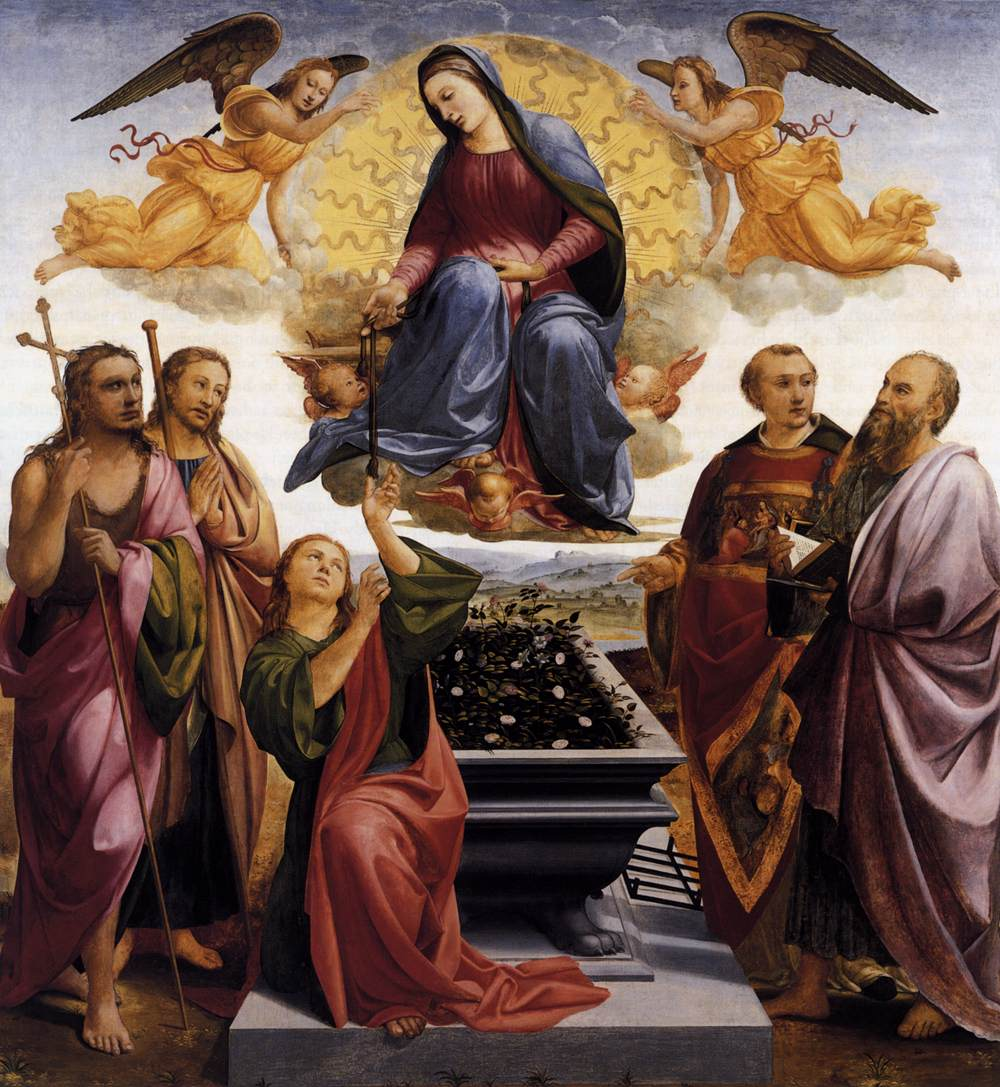
Ассунта (Вознесение Мадонны), или Мадонна делла Чинтола (Мадонна рояса). Ок. 1518. Дерево, масло. Джон и Мейбл Ринглинг Музей искусств, Флорида
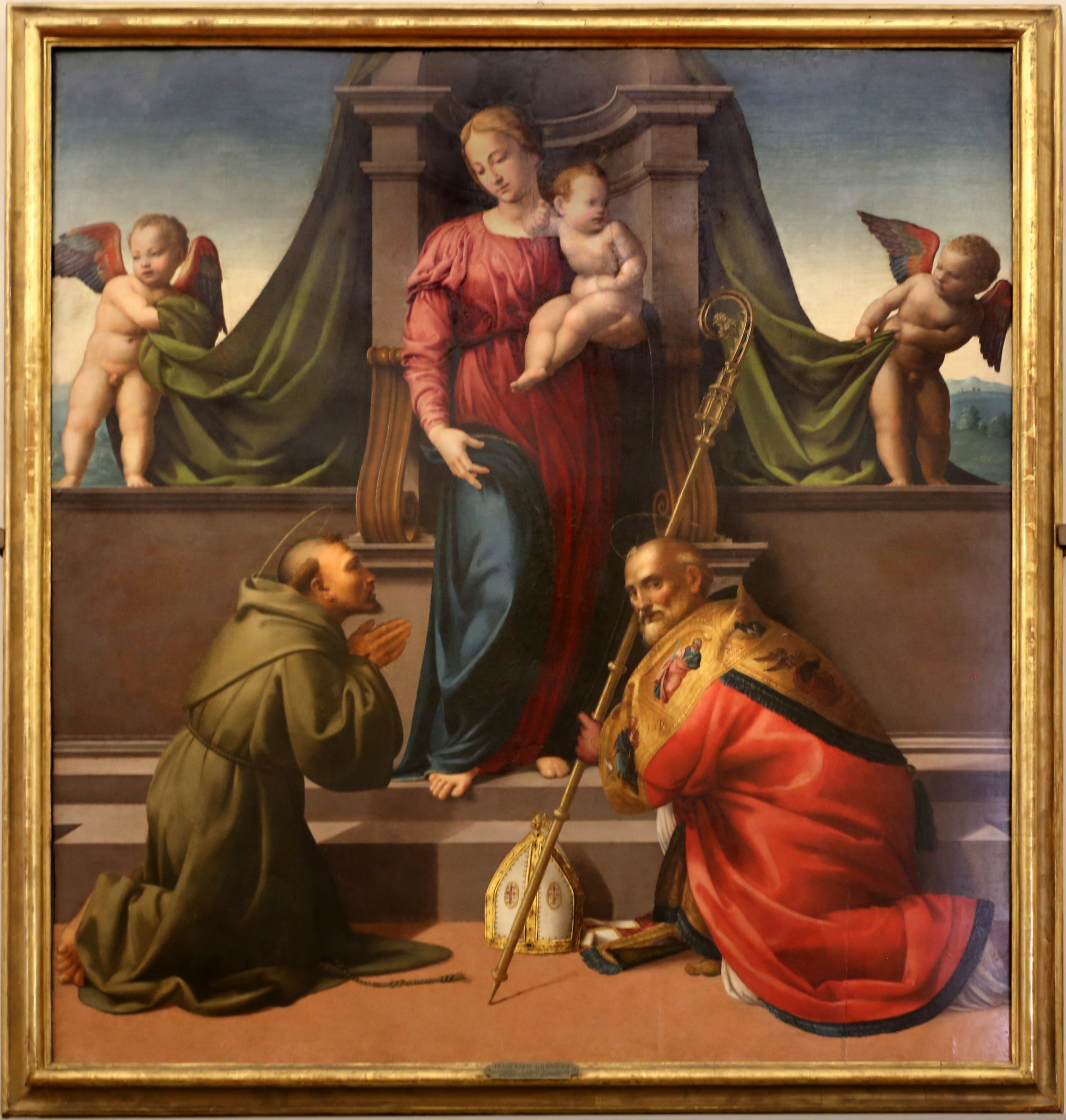
Мадонна с Младенцем и святыми Франциском и Зиновием Флорентийским. 1508. дерево, масло. Галерея Академии, Флоренция